# Branchiostegus sawakinensis
Branchiostegus sawakinensis är en fiskart som beskrevs av Amirthalingam, 1969. Branchiostegus sawakinensis ingår i släktet Branchiostegus och familjen Malacanthidae. Inga underarter finns listade.